# Theodore Melfi

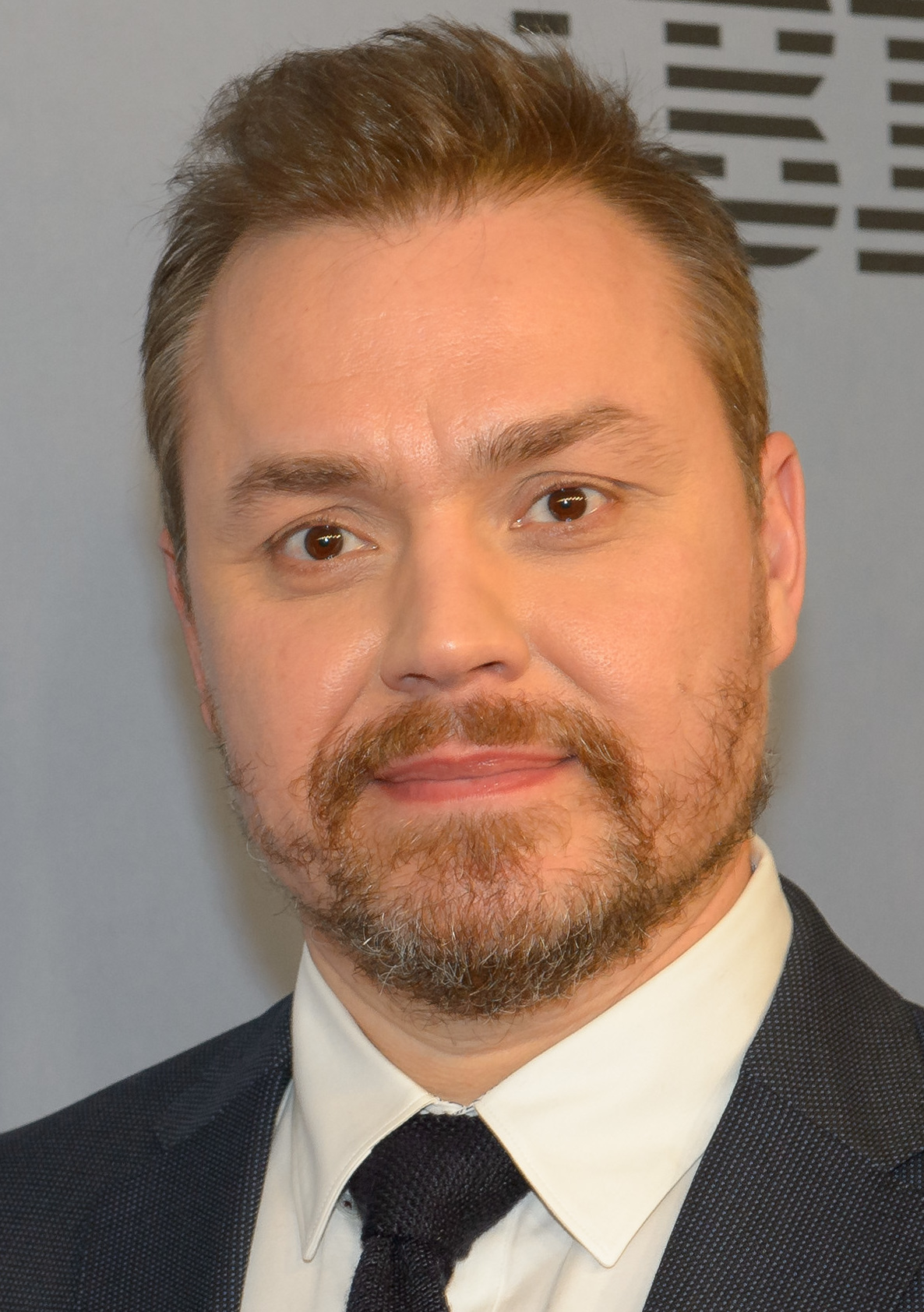
Theodore Melfi (2016)

Theodore „Ted“ Melfi (* 27. Oktober 1970 in Brooklyn, New York) ist ein US-amerikanischer Filmproduzent, Drehbuchautor und Filmregisseur.

## Leben
1998 produzierte Melfi mit Park Day seinen ersten Film. Sein Regie- und Drehbuchdebüt gab Melfi 1999 mit dem Filmdrama Winding Roads. Der Film St. Vincent aus dem Jahr 2014, bei dem Melfi Regie führte, wurde im Rahmen der Golden Globe Awards 2015 als Bester Film nominiert.
Hidden Figures – Unerkannte Heldinnen aus dem Jahr 2016 wurde im Rahmen der Oscarverleihung 2017 als bester Film nominiert, Melfi selbst für das Beste adaptierte Drehbuch. Melfi hatte bereits im Rahmen der Satellite Awards im November 2016 und der Critics’ Choice Movie Awards im Dezember 2016 für seine Arbeit Nominierungen in dieser Kategorie erhalten.
2017 wurde er in die Academy of Motion Picture Arts and Sciences aufgenommen.

## Filmografie (Auswahl)
Als Regisseur
- 1999: Winding Roads
- 2014: St. Vincent
- 2016: Hidden Figures – Unerkannte Heldinnen (Hidden Figures)
- 2017: The Black Ghiandola (Kurzfilm)
- 2021: Der Vogel (The Starling)

Als Drehbuchautor
- 1999: Winding Roads
- 2014: St. Vincent
- 2016: Hidden Figures – Unerkannte Heldinnen (Hidden Figures)
- 2017: Abgang mit Stil (Going in Style)
- 2017: El Camino Christmas
- 2022: Raus aus dem Haus – Living the American Dream (American Dreamer)

Als Filmproduzent
- 1998: Park Day
- 1999: Winding Roads
- 2004: Tricks
- 2004: Joe Killionaire
- 2010: Bed & Breakfast: Love Is a Happy Accident
- 2014: St. Vincent
- 2016: Hidden Figures – Unerkannte Heldinnen (Hidden Figures)
- 2017: El Camino Christmas
- 2021: Der Vogel (The Starling)
- 2022: Raus aus dem Haus – Living the American Dream (American Dreamer)

## Auszeichnungen (Auswahl)
Critics’ Choice Movie Award
- Dez. 2016: Nominierung für das Beste adaptierte Drehbuch (Hidden Figures – Unerkannte Heldinnen)

Oscar
- 2017: Nominierung für das Beste adaptierte Drehbuch (Hidden Figures – Unerkannte Heldinnen)
- 2017: Nominierung als Bester Film (Hidden Figures – Unerkannte Heldinnen)

Satellite Award
- 2016: Nominierung für das Beste adaptierte Drehbuch (Hidden Figures – Unerkannte Heldinnen)